# Побег с планеты Земля
«Побег с планеты Земля» (англ. Escape from Planet Earth) — анимационный фильм, вышедший 15 февраля 2013 года в США и Канаде.

## Сюжет
История разворачивается на планете Бааб, где уважаемый астронавт Скорч Супернова является национальным героем у населения этой планеты. Мастер смелых спасений, Скорч проделывает удивительный подвиг с молчаливой помощью своего брата ботаника Гэри, главой управления миссий в BASA. Когда серьёзный руководитель в BASA Лина сообщает братьям о том что пришёл SOS с опасной планеты, Скорч отвергает предупреждения Гэри и вступает в новую захватывающую миссию. Но когда Скорч попадает в ужасную ловушку злого Шенкера, настаёт очередь худого, не любящего риск Гэри спасать брата. Когда ещё больше обостряется борьба между межпланетными силами, Гэри должен спасти брата, планету, свою любимую жену Киру, и их любящего приключения сына Кипа.

## Роли озвучивают
- Роб Кордри — Гэри Супернова
- Брендан Фрейзер — Скорч Супернова
- Сара Джессика Паркер — Кира Супернова
- Уильям Шетнер — Шанкер
- Джессика Альба — Лена Такелман
- Джонатан Морган Хейт — Кип Супернова
- Крэйг Робинсон — Док
- Джейн Линч — Айо
- Джордж Лопес — Турман
- София Вергара — Габби Бабблбрук
- Рики Джервейс — Мистер Джеймс Бинг
- Стив Зан — Хоук
- Пол Шир — Оператор
- Крис Парнелл — Хаммер

## Прокат
Премьера мультфильма на Филиппинах состоялась 13 февраля 2013 года, в России и Украине — 28 февраля 2013 года, в Новой Зеландии, Перу и Чили — 18 апреля 2013 года.